# قناری تاج‌زرد
قناری تاج‌زرد (نام علمی: Serinus flavivertex) نام یک گونه از سرده سهره دمگاه‌زرد است.